# Liste des districts du Mizoram

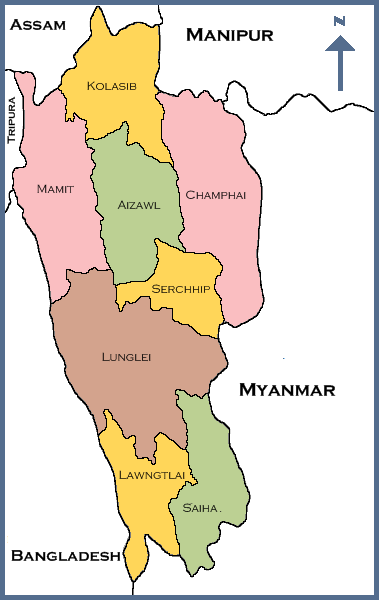
Districts du Mizoram.

L'État du Mizoram en Inde est formé de 8 districts :

## Liste des districts
| Sigle | District  | Chef-lieu | Population (2011) | Superficie (km²) | Densité 2011 | Site officiel            |
| ----- | --------- | --------- | ----------------- | ---------------- | ------------ | ------------------------ |
| AI    | Aizawl    | Aizawl    | 404,054           | 3,577            | 113          | http://aizawl.nic.in/    |
| CH    | Champhai  | Champhai  | 125,370           | 3,168            | 39           | http://champhai.nic.in/  |
| KO    | Kolasib   | Kolasib   | 83,054            | 1,386            | 60           | http://kolasib.nic.in/   |
| LA    | Lawngtlai | Lawngtlai | 117,444           | 2,519            | 46           | http://lawngtlai.nic.in/ |
| LU    | Lunglei   | Lunglei   | 154,094           | 4,572            | 34           | http://lunglei.nic.in/   |
| MA    | Mamit     | Mamit     | 85,757            | 2,967            | 28           | http://mamit.nic.in/     |
| SA    | Saiha     | Saiha     | 56,366            | 1,414            | 40           | http://saiha.nic.in/     |
| SE    | Serchhip  | Serchhip  | 64,875            | 1,424            | 46           | http://serchhip.nic.in/  |

Mizoram est devenu un territoire de l’Union le 21 janvier 1972 et a été élevé au statut d’État le 20 février 1987[réf. souhaitée].